# Renato Boccardo
Renato Boccardo (Sant’Ambrogio di Torino, Província de Torino, Itália, 21 de dezembro de 1952) é arcebispo de Spoleto-Norcia.
Boccardo, natural do Piemonte, foi seminarista no Almo Collegio Capranica de Roma e foi ordenado sacerdote pela diocese de Susa em 25 de junho de 1977.
Em 1982 entrou ao serviço da Santa Sé como diplomata e trabalhou nas Nunciaturas Apostólicas na Bolívia, Camarões e França. O Papa João Paulo II concedeu-lhe o título honorário de capelão de Sua Santidade (Monsenhor) em 20 de janeiro de 1986. Em 8 de julho de 1992, João Paulo II nomeou-o chefe do Ministério da Juventude do Pontifício Conselho para os Leigos; Nesta posição, foi responsável pelas Jornadas Mundiais da Juventude 1993, 1995, 1997 e 2000 e pela peregrinação da juventude europeia a Loreto em 1995.
Em 22 de junho de 1994, João Paulo II concedeu-lhe o título de Prelado Honorário de Sua Santidade e em 29 de novembro de 2003 o nomeou Bispo titular de Aquipendium e Secretário do Pontifício Conselho para as Comunicações Sociais. Ao mesmo tempo, ele servia como marechal de viagens papal. Ele foi ordenado bispo pelo Cardeal Secretário de Estado Angelo Sodano em 24 de janeiro de 2004 na Basílica de São Pedro. Renato Boccardo escolheu o lema Non erubesco evangelium (“Não me envergonho do evangelho”), que vem da carta de Paulo aos Romanos (Rom 1,16 UE). Em 22 de fevereiro de 2005, João Paulo II o nomeou Secretário-Geral do Governador do Estado do Vaticano. Nessa função, Boccardo também foi responsável pela organização técnica e logística da vaga Sedis em abril de 2005.
Em 16 de julho de 2009, o Papa Bento XVI o nomeou Arcebispo de Spoleto-Norcia. A posse ocorreu no dia 11 de outubro do mesmo ano. 